# چوپان‌پیناری (کوزان)
چوپان‌پیناری (به ترکی استانبولی: Çobanpınarı) یک منطقهٔ مسکونی در ترکیه است که در قوزان (ترکیه) واقع شده‌است.